# The Lady Chablis
The Lady Chablis, nome d'arte di Brenda Dale Knox (Quincy, 11 marzo 1957 – Savannah, 8 settembre 2016) è stata un'attrice, scrittrice, cantante e drag queen statunitense.

## Biografia
Nata Benjamin Edward Knox a Quincy, trascorse l'adolescenza con il padre ad Harlem e all'età di sedici anni adottò il nome di Chablis mentre viveva ad Atlanta. Iniziò ad esibirsi come drag queen durante l'adolescenza nei bar gay di Tallahassee e verso la fine degli anni ottanta si trasferì a Savannah, dove divenne la stella del Club One. The Lady Chablis è nota soprattutto per il suo ruolo di primo piano nel libro di John Berendt Mezzanotte nel giardino del bene e nel male e nel 1997 interpretò se stessa nella trasposizione cinematografica del libro accanto a Jude Law e John Cusack.
Morì a Savannah nel 2016 all'età di 59 anni per una polmonite.

## Opere letterarie
- Hiding My Candy: The Autobiography of the Grand Empress of Savannah, Pocket Books, 1996. ISBN 0-671-52095-4

## Filmografia parziale

### Cinema
- Mezzanotte nel giardino del bene e del male (Midnight in the Garden of Good and Evil), regia di Clint Eastwood (1997)

## Doppiatrici italiane
- Ludovica Modugno in Mezzanotte nel giardino del bene e del male